# 500 lire "Costituzione"
Nel 1988, per commemorare il 40° della Costituzione della Repubblica Italiana, è stata emessa dalla Zecca di Roma una moneta da 500 lire in argento. 

## Dati tecnici
Al Dritto è ritratta un'allegoria della Repubblica Italiana turrita e volta a sinistra, sotto sta la firma dell'autrice Laura Cretara, e, più in basso, è posta una stella. In giro è scritto  "REPVBBLICA ITALIANA". 
Al rovescio nella fascia centrale su un nastro intrecciato con fronde di quercia- simbolo di forza- e d'alloro- simbolo di gloria- è riprodotto il primo articolo della Carta costituzionale. Nella fascia inferiore stanno, a sinistra, il segno di zecca R e, a destra, le date 1948-1988. In basso è indicato il valore nominale della moneta, in giro è scritto  "COSTITVZIONE DELLA REPVBBLICA ITALIANA"
Nel contorno: "REPVBBLICA ITALIANA" in rilievo
Il diametro è di 29 mm, il peso: 11 g e il titolo è di 835/1000
La tiratura complessiva è di 80.400 esemplari

## Curiosità
La moneta è presentata nella duplice versione fior di conio e fondo specchio, rispettivamente in 67.000 e 13.400 esemplari.